# قابوق
القابوق أو السَّيْبَة (باللاتينية: Ceiba) هو جنس من الأشجار العملاقة توجد في المناطق الاستوائية خاصة في المكسيك وأمريكا الوسطى وأمريكا الشمالية وأمريكا الجنوبية ومنطقة الكاريبي وغرب أفريقيا وجنوب شرق آسيا. بعض الأنواع تستطيع النمو لارتفاع 70 متر (230 قدم) أو أكثر. كما يتفرع من الشجرة العديد من الجذوع، والتي تكون ظل كبير. لها جذور كبيرة قد تصل لطول إنسان بالغ.
في البرازيل تدعى ب ال mafumeira ماموفيرا أو kapok كابوك أو samaúma ساماووما (سيبة بنتاندرا) إنها الشجرة الرسمية لبورتوريكو.من بين الأسماء التي تُعرف باسمها في العديد من البلدان: ساماووما (في لغة هنود التوبي في البرازيل ) ، باينيرا ليزا ، شجرة الحرير ، كابوك ، بولين ، مالبانكا ، أو بونغو ، كوماكا ، لوبونا. تشتهر في ساو تومي وبرينسيبي بأوكا وفي غينيا بيساو بالبويلون

## مميزات
يصل ارتفاع الساماووما ما بين 60-70 مترًا وجذعها ضخم جدًا ، يصل قطره إلى 3 أمتار بجذوع كانها دعامات. الجذع والعديد من الأرجل الكبيرة محاطة بكمية هائلة من الأشواك البسيطة والكبيرة جدًا والقوية. يصل ارتفاع بعض الانواع إلى 90 مترًا ، وبالتالي فهي واحدة من أكبر الأشجار في العالم. تتكون الأوراق من 5 إلى 9 فصوص ، طول كل منها حوالي 20 سم. تنتج الأشجار البالغة ثمارًا تحتوي على بذور محاطة بألياف ناعمة صفراء تتكون من مزيج من الكتان والسليلوز ويشبه بالقطن .

## الاستعمال
يُعرف هذا النبات أيضًا بالقطن بسبب الألياف الموجودة في بذوره ، بما في ذلك كلمة قابوق kapok أو samaúma المستخدمة لوصف الألياف التي يتم الحصول عليها من ثمارها. تم العثور على ألياف مماثلة في Bombax ceiba Indian (المعروفة أيضًا باسم Bombax malabaricum أو حرير شجرة القطن). يطلق عليه kapok الهندي وهو أغمق لونا وأقل تنوعًا من الصنف الأصلي.الألياف خفيفة للغاية وقابلة للاشتعال ومقاومة للماء. عملية فصل الألياف يدوية. يتم استخدامه كبديل للقطن في حشو الوسائد والفرشات (في الماضي) حاليًا كعازل. ، تم استبدال الكابوك بالمواد الاصطناعية. تنتج البذور زيتًا يستخدم في صنع الصابون وتستخدم أيضًا كسماد.في دول جنوب شرق آسيا ، تمتلك mafumeira لحاءًا أسمك وتستخدم البذور الشديدة الاشتعال كوقود. في تايلاند يطلق عليهم "تابان فاي. كما يستخدم زيت البذور في الطهي والصناعات الطبية. يُزرع "المافوميرا" للأغراض التجارية في أنغولا وآسيا وتحديداً في جاوة والفلبين وماليزيا وإندونيسيا وأيضًا في أمريكا الجنوبية. لحاءه غير سام ويستخدم لعلاج مرض السكري من النوع الثاني. في الطب التقليدي ، تستعمل أيضًا إلى الأجزاء المختلفة (الأوراق ، والسيقان ، والجذور) من هذا النبات لعلاج سلسلة من الأمراض مثل: التهاب الشعب الهوائية ، والإسهال ، والزحار ، والأمراض الجلدية ، والالتهابات والدمامل (على شكل بقع) ، والتهاب المفاصل. ، أمراض العين المؤلمة (التهاب الملتحمة) ، الصداع ، الحمى المزمنة ، لدغات الحشرات وكمدر للبول ومثير للشهوة الجنسية. تحتوي جميع أجزاء هذا النبات ، المعزولة أو المدمجة ، على العديد من الأنشطة العلاجية لعلاج مجموعة متنوعة من الأمراض التي سبق وصفها.

## التصنيف
القابوق هي جنس من النباتات يتبع الفصيلة الخبازية من رتبة الخبازيات.

## أنواع القابوق
- قابوق أحمر الأزهار (الاسم العلمي:Ceiba rubriflora)
- قابوق ألني (الاسم العلمي:Ceiba allenii)
- قابوق بوليفي (الاسم العلمي:Ceiba boliviana)
- قابوق جميل (الاسم العلمي:Ceiba speciosa)
- قابوق خماسي الأسدية (الاسم العلمي:Ceiba pentandra)
- قابوق زغبي الأزهار (الاسم العلمي:Ceiba pubiflora)
- قابوق سامي (الاسم العلمي:Ceiba samiiia)
- قابوق شوتي (الاسم العلمي:Ceiba schottii)
- قابوق شوداتي (الاسم العلمي:Ceiba chodatii)
- قابوق صوفي الأزهار (الاسم العلمي:Ceiba erianthos)
- قابوق غلازيوفي (الاسم العلمي:Ceiba glaziovii)
- قابوق كستناء الخيل (الاسم العلمي:Ceiba aesculifolia)
- قابوق متغضن الأزهار (الاسم العلمي:Ceiba crispiflora)
- قابوق مستدق (الاسم العلمي:Ceiba acuminata)
- قابوق مميز (الاسم العلمي:Ceiba insignis)
- قابوق منتفخ (الاسم العلمي:Ceiba ventricosa)
- قابوق ياسميني الرائحة (الاسم العلمي:Ceiba jasminodora)
- (الاسم العلمي:Ceiba lupuna)
- (الاسم العلمي:Ceiba salmonea)
- (الاسم العلمي:Ceiba samauma)
- (الاسم العلمي:Ceiba soluta)
- (الاسم العلمي:Ceiba trischistandra)